# Fejervarya keralensis
Fejervarya keralensis är en groddjursart som först beskrevs av Dubois 1981.  Fejervarya keralensis ingår i släktet Fejervarya och familjen Dicroglossidae. IUCN kategoriserar arten globalt som livskraftig. Inga underarter finns listade i Catalogue of Life.